# Grzegorz Kiełsa
Grzegorz Kiełsa (ur. 26 maja 1979 w Białymstoku) – polski bokser, olimpijczyk.

## Życiorys
Urodził się 26 maja 1979, syn Kazimierza i Krystyny Sawickiej, absolwent Technikum Samochodowego w Łapach (1999), Wyższej Szkoły Gospodarowania Nieruchomościami w Warszawie (filia w Białymstoku – licencjat maj 2002) oraz Politechniki Białostockiej (Wydział Marketingu i Zarządzania).

## Kariera sportowa
Jako amator wystąpił na Igrzyskach Olimpijskich w Sydney w 2000, gdzie odpadł już w pierwszej rundzie. Ponadto wystąpił na Mistrzostwach Europy w 2000 w Tampere (odpadł w eliminacjach) i w 2002 w Permie (doszedł do ćwierćfinału).
Reprezentował białostockie kluby: Asdex i Hetman.
W boksie zawodowym zadebiutował 11 marca 2006, podczas gali boksu zawodowego w Montrealu, pokonując przez nokaut Amerykanina Mika Jonesa.
21 listopada 2008 roku wywalczył bokserski pas mistrza wagi ciężkiej Kanady pokonując na punkty Raymonda Olubowale.
20 marca 2009 roku Kiełsa po raz pierwszy obronił tytuł mistrza Kanady, w wadze ciężkiej. W 8 rundzie, przez TKO wygrał z Kanadyjczykiem Arthurem Cookiem.
2 września 2009 stoczył pojedynek z Kevinem Montiy. Walka została przerwana po 2 rundzie, w której doszło do przypadkowego zderzenia głowami. Lekarz ringowy uznał, że Montiy nie może kontynuować starcia, gdyż nie widzi na lewe oko. Pojedynek uznano jako "no contest". Tuż po walce, na ring wkroczył Raymonda Olubowale, którego Kiełsa pokonał w 2008 roku, i wyzwał Polaka na rewanżowy pojedynek o tytuł Mistrza Kanady.
27 marca 2010 Kiełsa doznał pierwszej porażki na zawodowym ringu. Po 10 rundowej walce, przegrał jednogłośnie na punkty z Kanadyjczykiem, bośniackiego pochodzenia Nevenem Pajkiciem, tracąc pas zawodowego Mistrza Kanady wagi ciężkiej.
30 czerwca 2010 Grzegorz Kiełsa stoczył rewanżową walkę z Nevenem Pajkiciem, ponownie przegrywając jednogłośnie na punkty po 10-rundowym pojedynku. Stawką walki był pas zawodowego Mistrza Kanady wagi ciężkiej.